# Montpelier (Dakota Północna)
Montpelier – miasto w Stanach Zjednoczonych, w stanie Dakota Północna, w hrabstwie Stutsman.